# Bigger than Us
Bigger Than Us är en låt framförd av Michael Rice som representerade Storbritannien i Eurovision Song Contest 2019.
Låtskrivare är Jonas Thander, John Lundvik, Laurell Barker samt Anna-Klara Folin. Den är producerad av Jonas Thander.